# Witali Iwanowitsch Worotnikow
Witali Iwanowitsch Worotnikow (russisch Виталий Иванович Воротников, wiss. Transliteration Vitalij Ivanovič Vorotnikov; * 20. Januar 1926 in Woronesch; † 20. Februar 2012 in Moskau) war ein sowjetischer Politiker, Mitglied des Politbüros der KPdSU und Ministerpräsident der Russischen SFSR (RSFSR).

## Leben

### Ausbildung und Beruf
Worotnikow absolvierte nach seinem Abitur in Woronesch eine Technische Hochschule und arbeitete ab 1942 in der Lokomotivfabrik Dserschinski als Lehrling und Monteur im Werkzeugbau. Kriegsbedingt arbeitete er zwischenzeitlich in der Landwirtschaft. 1947 schloss er nach einem weiteren Studium im Fachbereich der Technologie für das Schneiden von kalten Metallen ab. 1948 wurde er Leiter eines Büros im Maschinenbau. Er studierte bis 1954 an der Fakultät für Flugzeugbau am Kuibyschewer Institut für Luftfahrt an der heutigen Universität in Samara.

### Politik
Worotnikow wurde 1947 Mitglied der KPdSU. Seit 1951 nahm er verschiedene Parteifunktionen wahr, wurde 1955 Sekretär des Parteikomitees in einem Betrieb und 1961 Sekretär im regionalen Parteikomitee. 1963 erfolgte seine Wahl in den Obersten Sowjet der RSFSR, 1967 seine Ernennung zum Parteichef in der Oblast Kuibyschew. In dieser Zeit entstand das Automobilwerk in Togliatti.
1970 wurde er Mitglied im Obersten Sowjet der UdSSR. Er war Mitglied des Zentralkomitees der Kommunistischen Partei der Sowjetunion (KPdSU). 1971 wurde er Erster Sekretär des regionalen Parteikomitees von Woronesch und 1975 Erster Stellvertretender Vorsitzender des Ministerrats der RSFSR. Von 1979 bis 1982 war er Botschafter der UdSSR in Kuba. 1982 wurde er Erster Sekretär der KPdSU im Gebiet von Krasnodar (Nachfolger: Georgi Petrowitsch Rasumowski).

### Im Zentrum der Macht
Gefördert von Juri Andropow übernahm Worotnikow von Michail Solomenzew für die Zeit von 1983 bis 1988 die Funktion des Vorsitzenden des Ministerrats (Ministerpräsident) der RSFSR. Gleichzeitig stieg er im Juni 1983 auf zum Kandidaten des Politbüros der KPdSU und im selben Jahr zum Vollmitglied im höchsten politischen Gremium der UdSSR, dem Politbüro der Kommunistischen Partei der Sowjetunion, und zwar in der Zeit vom 26. Dezember 1983 bis zum 14. Juli 1990. 1985 war er als Ministerpräsident der UdSSR im Gespräch, dieses wurde jedoch Nikolai Ryschkow. Er unterstützte zunächst die von Michail Gorbatschow eingeleiteten Reformen in der UdSSR und widersprach dann Ende 1988 einigen Reformansätzen. Er sprach sich 1989 gegen die Schaffung einer eigenen Kommunistischen Partei in der RSFSR aus. Von 1988 bis 1990 war er  Vorsitzender des Präsidiums des Obersten Sowjets der RSFSR – also Präsident der RSFSR. 1990 trat er – wie viele Politbüromitglieder – von seinen Funktionen zurück. Nachfolger im Amt des Präsidenten der RSFSR wurde Boris Jelzin.
Worotnikow wurde 1992 Mitglied des Präsidiums des Rates der Allrussischen Organisation der Veteranen.

## Ehrungen (Auswahl)
- 1982: Ritter des Ordens der kubanischen Solidarität
- 1996: Ehrenbürger der Stadt Woronesch
- Held der sozialistischen Arbeit
- vier Leninorden
- Orden der Oktoberrevolution[2]
- Orden des Vaterländischen Krieges I. Klasse[2]
- drei Orden des Roten Banners der Arbeit
- Medaille „Hammer und Sichel“
- Ehrenzeichen der Sowjetunion
- Russische Ehrenmedaille
- drei ENEA -Goldmedaillen

## Werke
- Es geschah so. Aus dem Tagebuch eines Mitglieds des Politbüros, 1995
- Diese Generation, 1999
- Havanna – Moskau. Denkwürdige Jahre, 2001